# 萨绍·米里亚尼奇
萨绍·米里亚尼奇（1968年1月27日—），斯洛文尼亚男子赛艇运动员。他曾代表南斯拉夫、斯洛文尼亚参加1988年和1992年夏季奥林匹克运动会赛艇比赛，其中1992年奥运会获得一枚铜牌。